# Сондрио
Со́ндрио (итал. Sondrio, лат. Sundrium) — город в итальянской области Ломбардия, в долине Вальтеллина, административный центр одноимённой провинции.
Покровителями города считаются святые Гервасий и Протасий. Праздник города 19 июня.
В древности на месте Сондрио обитал народ камуны, вероятно, родственный этрускам. Письменность камунов называется «алфавит Сондрио».